# Франко Неро
Франко Неро (на италиански: Franco Nero), псевдоним на Франческо Спаранеро, е италиански актьор. Той става известен с главната роля в „Джанго“ (1966), след което играе в голям брой други спагети-уестърни. 

## Биография
В края на 60-те години има връзка с британската актриса Ванеса Редгрейв, от която има един син – сценариста и режисьор Карло Неро.
Франко Неро е един от малкото западни актьори, чиито филми са прожектирани в страните от бившия соцлагер.

## Избрана Филмография
| година | филм             | оригинално заглавие     | роля                                 | режисьор          |
| ------ | ---------------- | ----------------------- | ------------------------------------ | ----------------- |
| 1968   | Денят на совата  | Il giorno della civetta | Капитан Белоди                       | Дамяно Дамяни     |
| 1970   | Тристана         | Tristana                | Хорацио                              | Луис Бунюел       |
| 1990   | Умирай трудно 2  | Die Hard 2              | Генерал и наркодилър Рамон Есперанса | Рени Харлин       |
| 2006   | Разследването    | L'inchiesta             | Каифа                                | Джулио Базе       |
| 2012   | Джанго без окови | Django Unchained        | Собственикът на Америго Васепи       | Куентин Тарантино |
| 2017   | Джон Уик 2       | John Wick 2: Chapter 2  | Джулиус                              | Чад Стахелски     |